# مون (دين)
المون أو المونية (ويسمى أيضًا البونغثنغية) هو الدين الأرواحي التوفيقي الشاماني أو أو ديانة البون متعدد الآلهة لشعب اللبشا. سبق هذا الدين انتقال اللبشا الذي حدث في القرن السابع إلى البوذية اللامائية (أو التبتية) ومنذ ذلك الوقت، تديّن شعب اللبشا بالدينين معًا. بعد وصول المبشرين المسيحيين في القرن التاسع عشر، اتُّبعت تقاليد المون إلى جانب المسيحية أيضًا. يسمح الدين التقليدي بإشراك بوذا أو يسوع المسيح بوصفهما إلهين، حسب معتقدات الأسرة.
الاسم الذي أطلقه الناس على هذا الدين «المونية» مشتق من الاعتقاد التقليدي بأرواح تسمى المون أو المونغ. يشكل المون والبونغثنغ عنصرًا محوريًّا في هذا الدين. يستعمل هذان المصطلحان أيضًا للدلالة على الكهانة التي التي تتولى هذه الأرواح.
دين المون وكهنوته في تراجع. يُعزى التحول إلى أديان أخرى إلى الضغط الاقتصادي، إذ إن الشعائر التقليدية غالية جدًّا على المتعبّد العادي. ولكن الدين رغم ذلك استعاد الاهتمام بين شعب اللبشا مع تزايد الاهتمام بشأن الانتهاكات البيئية. تتشابك البيئة تشابكًا عميقًا مع المعتقدات المونية حتى أن القادة الدينيين أظهروا معارضة واضحة للتطور في مناطق منها راثونغ شو وأنهار تيستا.

## الأساطير
نظام اعتقاد اللبشا التقليدي مليء بالأساطير والقصص والخرافات وقصص الأطفال الشفهية، التي تسمى كلها لونغتن سونغ.
حسب أساطير المون، خلق إتبو روم أسلاف اللبشا، وصممهم من ثلوج جبل كانغتشنجونغا النقية. لذا يشترك أسلاف اللبشا مع البيئة الطبيعية من حولهم والكون والأرواح غير البشرية نسبًا واحدًا.
تظهر روح قصة ثيكونغ ثك معاتبة لقائد اللبشا من خلال شامانات المون أو البونغثنغ.

## نظام الاعتقاد
نظام الاعتقاد الموني أرواحي، وتوفر البيئة الطبيعية كثيرًا من أسسه. الأرواح الطبيعية في المونية محلّ تقديس شعائري، وهي تسكن في الأشجار والصخور والأنهار وما شابه. وهو دين توفيقي تعايش مع بوذية الماهايانا منذ وصولها في القرن السابع، حيث دان أتباعه بالدينين في وقت واحد. قد تكون المعتقدات التقليدية أثرت في الكتابات البوذية اللبشية. تتمحور الحياة الدينية الحديثة في قرى اللبشا حول الغومبا، أو الرهبانية البوذية.
تحول كثير من أبناء اللبشا إلى المسيحية على يد المبشرين الأسكتلنديين في القرن التاسع عشر، ولكن البوذية والدين المحلي حافظا على دوريهما المهمين في الحياة الدينية اللبشية. ابتعد كثير من أبناء اللبشا المسيحيين الذين خسروا لغتهم اللبشية عن الجوانب التقليدية من دين اللبشا.
ومن العقيدة المونية الإيمان بالجنة، وتسمى رومليانغ، أو روم ليانغ (وتتكون من روم بمعنى «رب»، وليانغ بمعنى «أرض، أو مكان»).

### الآلهة
الدين الموني دين توفيقي متعدد الآلهة، إذ يقرّ بوجود آلهة متعددة، منها آلهة من أديان أخرى، كالبوذية والمسيحية.
الآلهة الكبرى في اللبشا تسمى نوزيونغنيو. الأم الخالقة إلهة أنثى أرضية، تسمى إتبونو (أو إتبومو). والإلهتان الأنثيان الأخريان هما كبيرتا أرواح المون.
تشمل معتقدات اللبشا التقليدية آلهة تحكم العائلة، والقبيلة (أو النسب، بوتشو)، والقرية والمنطقة والمستويات الأوسع أيضًا. قد تسمى الآلهة القَبَلية بأسماء قمم الجبال أو الأنهار، أما المناطق فهي منازل للآلهة المرتبطة بكانغتشنجونغا مثل تشيورومفات. يشرك الدين التقليدي الحالي هذه الآلهة ببوذا ويسوع المسيح بوصفهما إلهين، حسب معتقدات الأسرة.

### أرواح المون
تنقسم أرواح المون إلى نوعين رئيسين: الأخيار، أو السحَرة البيض، تاونغلي مون، والأشرار، أو السحرة السود، مونغسك مون أو مونغ. الأشرار يسكنون في الأشجار والشجيرات والصخور والأنهار.[بحاجة لتوضيح] تنقسم الأرواح بعد ذلك إلى سبعة أصناف: أفور مون، وبيلدون مون، وأنغان مون، وتونغلي كون، ومونجيوم مون، ومون موك مون، وليانغيت مون. يُعتَقدُ أن أرواح المون والسحرَ هما المجرمان الثابتان في كل مرض.